# Lee Moon-ho
Dans ce nom coréen, le nom de famille, Lee, précède le nom personnel.
Lee Moon Ho, né le 16 mai 1946 à Séoul, est un Grand Maître de taekwondo avec le grade de 9e dan.
Expert mondialement reconnu, il possède un palmarès exceptionnel et fut, entre autres, entraîneur de l'équipe de Corée puis entraîneur de l'équipe de France.

## Biographie
Lee Moon-Ho découvre le taekwondo (à l'époque appelé Tang Soo Do) à l'âge de 12 ans au collège. Il commence la compétition en 1962, à une époque où les protections se résument à de simples plastrons de bambous (on peut d'ailleurs en voir un exemplaire conservé au Musée du Kukkiwon, à Séoul) et où les catégories de poids se limitent à quatre, ce qui rend les différences de poids entre compétiteurs bien plus importantes.
Lee Moon Ho est le premier à introduire les déplacements lors des compétitions, ce qui fait de lui un adversaire redoutable. Il est considéré comme un des pionniers du taekwondo moderne, un taekwondo fluide et tout en mouvement.
Pendant son service militaire, de 1967 et durant trois années, il enseigne le taekwondo sur la base US où il est affecté. Début 1973, il obtient le diplôme d’enseignement national auprès de la Korea Taekwondo Association (en), puis enseigne jusqu'en 1977, à l'université nationale de Séoul qui représente le premier institut d'enseignement supérieur en Corée du Sud. Il crée la technique « Pande Dolyeu Tchagui », également appelée « mondolyo furyo tchagui ».
Le 26 mars 1977, il décide de quitter la Corée pour rejoindre la France en s'installant à Nantes. Depuis cette date, au Palais des sports de Beaulieu, il enseigne toujours le taekwondo où il a formé et instruit la quasi-totalité des professeurs nantais.
À partir de l'an 2000, il obtient le grade de 9e dan auprès de différentes institutions : l’école Chung Do Kwan (le 20 décembre 2000), la fédération française de taekwondo (le 2 février 2002) et le siège mondial du taekwondo de Kukkiwon (le 2 septembre 2006).
Maître Lee Moon Ho reçoit, en 2009 puis en mai 2010, un « Dobok d'Or » dans la catégorie des « Personnes ayant marquées l'histoire du taekwondo » qui lui a été remis par la Fédération française de taekwondo et disciplines associées (FFTDA) à l'occasion de la coupe de l'Ambassadeur à Lyon.
En 2014 et 2015, Lee Moon Ho est inscrit parmi les seniors « athlètes de haut niveau » du ministère de la jeunesse et des sports.
Sans être exhaustive, ses élèves ayant eu accès aux podiums internationaux sont : Angel Bonadeï, Franck Cribaillet, Philippe Bouëdo, Michel Della Negra, Mounir Boukrouh et Brigitte Evanno,.

## Fonctions
- 1966 à 1969 : Capitaine de l'équipe de l'Université Sung Kyun Kwan (SKKU)[10] ;
- 1972 : Entraîneur de l'équipe de Séoul pour la 53e édition des « Jeux Nationaux » de Corée[5] ;
- 1973 : Entraîneur de l'équipe de Corée lors des 1er Championnats du monde de taekwondo à Séoul[5] ;
- 1973 à 1977 : Professeur de taekwondo à l'Université nationale de Séoul[3] ;
- 1980 à 1988 : Entraîneur de l'équipe de France[6] ;
- 1988 : Entraîneur de l'équipe de France aux Jeux Olympiques d'été de Séoul[6] ;
- 2010 : Depuis le mois de juillet, il est conseiller technique régional (Référent technique nommé par la FFTDA) en Pays de la Loire[11].

## Palmarès
- 1962 à 1969 : Détenteur de 12 titres nationaux en Corée du Sud[5] ;
- 2010 :  Médaille de bronze[12], en catégorie Master 3[13], aux 5e championnats du monde technique, le 8 octobre à Tachkent (Ouzbékistan) ;
- 2012-2013 :  Médaille d'or, à l’Open d’Espagne technique à La Nucia (Espagne) ;
- 2013 :  Médaille de bronze, aux 8e championnats du monde technique à Bali (Indonésie)[5] ;
- 2013 : Champion de France Technique, en catégorie Master 3, le 13 avril à Rouen[14] ;
- 2013 :  Médaille de bronze[12], en catégorie Master 3, aux 11e championnats d'Europe technique, du 30 avril au 2 mai, à La Nucia (Espagne) ;
- 2014 :  Médaille d'or, au « World Taekwondo Hammadang » en Corée[5] ;
- 2014 : Champion de France Technique[5] ;
- 2014 :  Médaille d'argent[15], en catégorie Master 3, aux 9e championnats du monde technique, du 30 octobre au 2 novembre, à Aguascalientes (Mexique)[16] ;
- 2015 :  Médaille d'or, durant l’Open International de Lille[5] ;
- 2015 : Champion de France Technique[4], le 4 avril à Auxerre[5] ;
- 2015 :  Médaille d'or[12] aux championnats d’Europe technique, en octobre, à Belgrade[5] ;
- 2016 :  Médaille d'or, durant l’Open International de Lille, du 9 et 10 janvier ;
- 2017 :  Médaille d'or, le 14 janvier, à l’Open International de Lille ;
- 2017 : Champion de France Technique, le 1er avril ;
- 2019 : Champion de France Technique[17], en catégorie Master 3, le 3 mars à Vitrolles[18].
- 2022 :  Médaille d'argent aux championnats de France technique, le 8 janvier, à Valence ;

## Publication
- Jean-Pierre Fortuny Gazquez et Lee Moon-ho (collaborateur technique), Le tae-kwon-do : sport olympique, Paris, Éditions Amphora, coll. « Encyclopédie des arts martiaux », 1995, ill., 151, 24 cm (OCLC 35592729, BNF 35827797, SUDOC 003904997, présentation en ligne)